# Tour della nazionale maschile di rugby a 15 dell'Irlanda 1976
Nel 1976, La nazionale irlandese di "rugby a 15" si reca in Nuova Zelanda e isole Figi per un importante tour. Le nazionali britanniche di "rugby a 15" negli anni 70 hanno perso l'abitiudine di recarsi in tour anche al di fuori delle selezioni dei "Lions".
L'Irlanda viene sconfitta dagli All Blacks per 11-3 in questo tour di oltre un mese, che tocca anche le Isole Figi (dove vince per 8-0).
| Timaru maggio 1976 | South Canterbury | 4 – 19 | Irlanda XV |  |

| Whangarei maggio 1976 | North Auckland | 3 – 12 | Irlanda XV |  |

| Auckland maggio 1976 | Auckland | 13 – 10 | Irlanda XV |  |

| maggio 1976 | Manawatu | 16 – 22 | Irlanda XV |  |

| Christchurch maggio 1976 | Canterbury | 18 – 4 | Irlanda XV |  |

| Invercargill giugno 1976 | Southland | 3 – 18 | Irlanda XV |  |

| Wellington 5 giugno 1976 | Nuova Zelanda | 11 – 3 | Irlanda | Athletic Ground |

| Suva 9 giugno 1976 | Figi | 0 – 8 | Irlanda XV |  |